# Ускоки

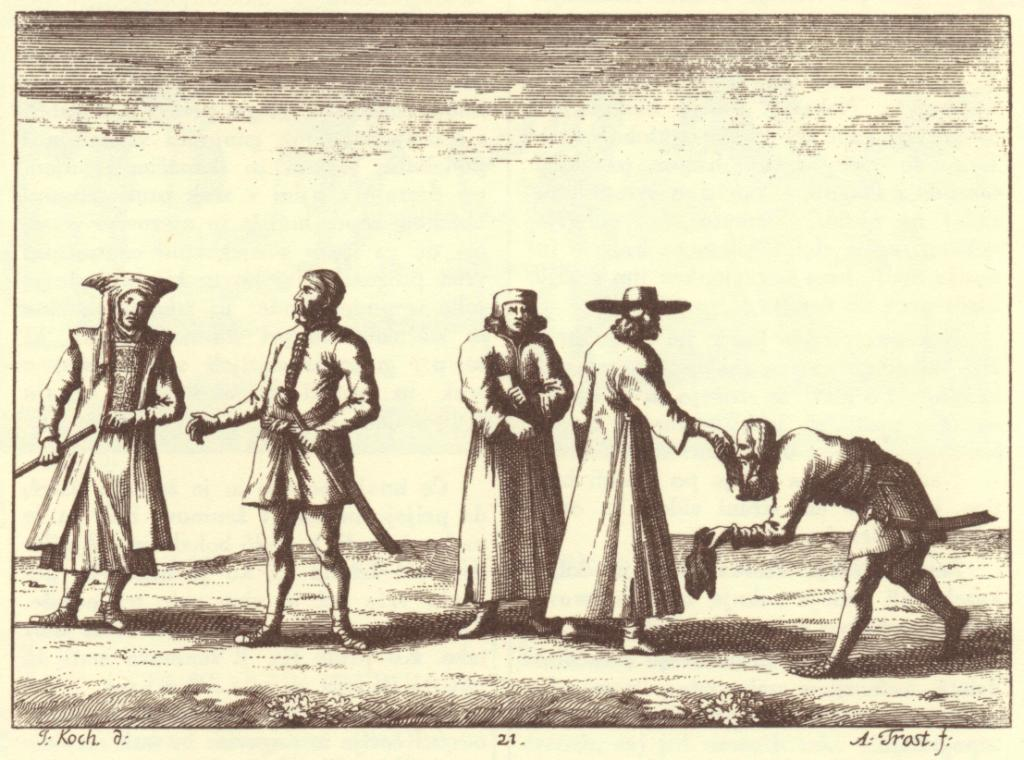
Я. В. Вальвазор. Ускоки в Словении (1689)

Ускоки (хорв. Uskoci) — беженцы из числа южных славян, перешедшие (досл. ускакавшие) из Османской империи на территорию Австрии и Венецианской республики.
Ускоки прославились партизанскими действиями против османов в пограничных районах, а также пиратством на Адриатике. По характеру движение ускоков близко к гайдукам и морским клефтам.
Наиболее известные ускоки: сеньские ускоки — Сенянин Иво, Сенянин Юриша и Сенянин Тадия; ускоки Венецианского приморья и Клиса — Байо Пивлянин. Кроме того, в Черногории в области Горна-Морача было особое племя ускоков, часть племён дробняков и морачей.

## История

### Ранний период
Османское завоевание Боснии и Герцеговины в первые годы XV века вынудило большое количество хорватов покинуть свои дома, что побудило к формированию отрядов ускоков в городе Клис. Большое количество беглецов из Герцеговины, Далмации и Боснии, спасавшихся от османов, вступили в ряды банд ускоков. В 1522 году пограничная территория Сень была захвачена Габсбургами под руководством эрцгерцога Фердинанда, образовав контролируемую военную границу. Он ввел систему размещения колоний защитников вдоль военной границы. Более того, ускокам в обмен на оборону границы была обещана ежегодная субсидия. Благодаря своему расположению крепость Клис была важным элементом обороны на пути через горный барьер, отделяющий прибрежные низменности вокруг Сплита в Хорватии от османской Боснии. Многочисленные беженцы из османских областей начали селиться на этой территории. Партизанская борьба в оккупированных османами районах Далмации и Боснии вынудило их бежать и обосноваться сначала в крепости Клис вдоль военной границы, а затем в Сене. Отряд ускоков во главе с хорватским капитаном Петаром Кружичем использовал базу в Клисе как для сдерживания турок, так и для мародерства и пиратства за счёт прибрежного судоходства. Несмотря на номинальное признание власти Фердинанда I, который получил хорватскую корону в 1527 году, Кружич и его ускоки были сами себе законом.
Ускоки появились в Далмации в конце XV — начале XVI века, когда неистовства турок достигли высшей степени, особенно в Боснии и Герцеговине. Первоначальным центром ускоков был Клис — крепость недалеко от Сплита. Местное население приняло их гостеприимно. Официально им разрешил пребывание в Клисе Петр Крусич, венгерский феодал. Отсюда ускоки предпринимали вылазки на турок, борьба с которыми и была их главной целью.
В 1537 году Клис был взят турками. Тогда ускоки с разрешения владетельных Франкопанов перешли в крепость Сень. Поселение ускоков в Сени носило частный характер, но было тайно одобряемо австрийским правительством, приобретавшим в них хороших помощников не только против турок, но впоследствии и против Венеции. В союз с ускоками часто вступали местные жители (морлаки), гайдуки Бокки и Черногории, даже венецианцы, почему-либо недовольные республикой. Организация ускоков напоминала гайдуцкую: те же четы (дружины) с выборным главарем, довольно пестрым составом и изменчивым количеством членов. Вооружение — аркебуза, лук и пр.; на море — лёгкая лодка. Меткость глаза ускоков, уменье владеть оружием и управлять лодкой всеми восхвалялись. Походы совершались большею частью летом. Против больших сил ускоки действовали ночью.
Австрия, чтобы защитить себя от упреков Венеции и Турции в потакательстве ускокам, дала им организацию, держала в крепостях гарнизоны на случай беспорядков, но едва ли сама верила в действительность этих мер, да и не желала, чтобы они были действительными. Вся жизнь ускоков — ряд походов против турок на суше и на море. Ускоков часто смешивали с морскими разбойниками. Без сомнения, ускоки занимались морским грабежом, но к обычной жажде наживы здесь примешивалась и месть по отношению к туркам, венецианцам или славянам-ренегатам. Борьба ожесточала обе стороны.
Конец XVI века и начало XVII века — время наибольшей силы ускоков. Турки требовали ответа за разбои ускоков от Венеции, владычицы Адриатического моря. Венеция сама страдала от этих разбоев: её торговля тормозилась, престиж в далматинских городах падал. Она приняла ряд мер против этих «разбойников» (banditi) с целью окончательного их искоренения: увеличила свой флот в Адриатике, дала диктаторские полномочия своим полководцам (из них особенно известен Almoro Tiepolo, в 90-х годы XVI века), действовала сообща с Турцией. Подобное отношение Венеции к ускокам лишь озлобляло последних, но не приводило к цели, ибо ускокам помогали местные жители, негласно поощряла их и Австрия; иногда им деньгами и советами помогал даже Папа Римский (Климент VIII). В 1615 году нападения ускоков вызвали войну между Австрией и Венецией.
Ускоки обратились в орудие европейской политики; когда они стали не нужны, их сумели смирить и рассеять, оттеснив с берегов Далмации внутрь страны. Память об этом «оплоте христианства» сохранилась в народных песнях.

## Отражение в культуре

### В литературе
- Жорж Санд. «Ускок» / L'uscoque (1838).
- З. Милковский. «Ускоки» / Uskoki (1870).
- Г. Г. Кей. «Дети земли и неба» / Children of Earth and Sky (2016).

### В кино
- «Лев Венеции» / Leone di San Marco — режиссёр Луиджи Капуано (Италия, 1963).

### Комментарии
1. ↑  В 1527 году хорватская знать избрала своим королем Фердинанда I, и подтвердила права на престол за ним самим и его наследниками. В обмен на трон эрцгерцог Фердинанд пообещал уважать исторические права, свободы, законы и обычаи хорватов, которые были у них при объединении с Венгерским королевством, и защищать Хорватию от османского вторжения. (R. W. SETON -WATSON:The southern Slav question and the Habsburg Monarchy page 18)